# Esclavas del Divino Corazón
La Congregación de Esclavas del Divino Corazón (oficialmente en latín: Congregatio Ancillae Divini Cordis) es una congregación religiosa católica femenina de vida apostólica y de derecho pontificio, fundada por el Cardenal Arzobispo español, Beato Marcelo Spínola y la Sierva de Dios, Celia Méndez, el 26 de julio de 1885, en Coria (España). A las religiosas de este instituto se las conoce como esclavas del Divino Corazón y posponen a sus nombres las siglas A.D.C. Su lema es "Servir es Reinar".

## Historia

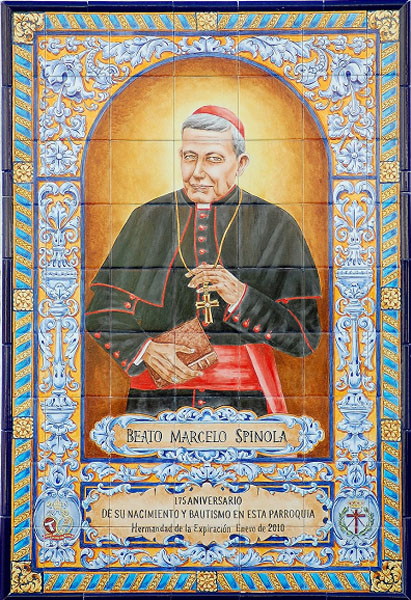
Marcelo Spínola (1835-1906), fundador de la congregación, es venerado como beato en la Iglesia católica.

La congregación fue fundada por el obispo de Coria, Marcelo Spínola (más tarde cardenal), el 26 de julio de 1885, en la misma ciudad de Coria, provincia de Cáceres. Con la ayuda de la marquesa Celia Méndez y Delgado, Spínola reunió un grupo de jóvenes dispuestas a consagrarse a Dios, a través del servicio de los jóvenes, por medio de la educación e instrucción cristiana. Ese mismo año vistieron el hábito las primeras religiosas, las cuales tuvieron que transferirse, primero a Puente Genil y luego a Málaga, donde establecieron la casa madre.
El mismo fundador concedió al instituto la aprobación diocesana el 17 de junio de 1887. Mientras que el 1 de febrero de 1902 la obra de Spínola fue aprobada como congregación religiosa de derecho pontificio, durante el pontificado del papa León XIII.

## Organización
La Congregación de Esclavas del Divino Corazón es un instituto religioso de derecho pontificio centralizado, cuyo gobierno es ejercido por una superiora, a la que los miembros del instituto llaman Madre general. A ella, le coadyuva su consejo, elegido para un periodo de seis años. Administrativamente, el instituto se divide en provincias, cada una gobernada por su superiora provincial y su consejo. En el último Capítulo general, fue elegida en el cargo la religiosa española Cinta Bayo Martín. La sede central se encuentra en Madrid.
Las esclavas se dedican a la instrucción cristiana a la educación de la juventud y su espiritualidad se fundamenta en la devoción del Sagrado Corazón de Jesús. En 2015 eran unas 309 religiosas distribuidas en 44 comunidades, presentes en Angola, Argentina, Brasil, Ecuador, España, Filipinas, Italia, Japón, Paraguay y Venezuela.